# SK Brann Kvinner
SK Brann Kvinner (abans conegut com IL Sandviken Kvinner) és la branca de futbol femení de l'SK Brann. Amb seu a Sandviken, Bergen, l'equip juga a la màxima lliga de Noruega, la Toppserien.

## Història
SK Brann Kvinner solia formar part de IL Sandviken. L'equip femení de Sandviken va guanyar la Toppserien el 2021, i la Copa femenina de Noruega el 1995. L'equip va passar a anomenar-se SK Brann Kvinner abans de la temporada 2022. En la seva primera temporada, Brann es va coronar campiona tant de la Toppserien 2022 com de la Copa Femenina de Noruega 2022.

## Honors
- Toppserien[2]

Guanyador (2) : 2021, 2022
Subcampió (1): 1996
- Copa de Noruega[3]

Guanyadors (2) : 1995, 2022
Subcampions (3): 1991, 2018, 2021